# Euclea
Euclea ist eine Pflanzengattung innerhalb der Familie der Ebenholzgewächse (Ebenaceae). Die 12 bis 20 Arten sind in weiten Teilen Afrikas verbreitet.

## Beschreibung

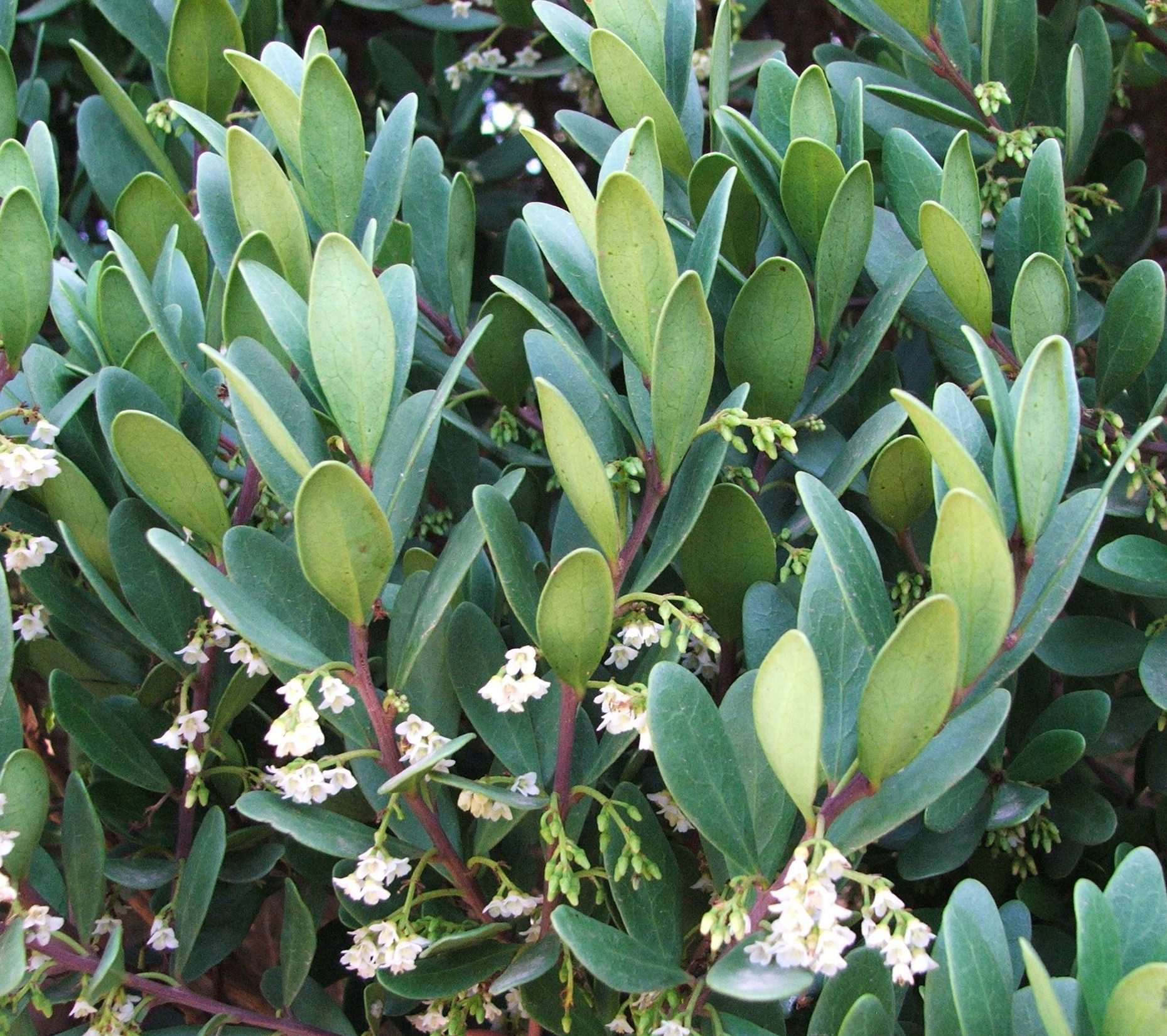
Zweige mit Laubblättern und Blüten von Euclea racemosa

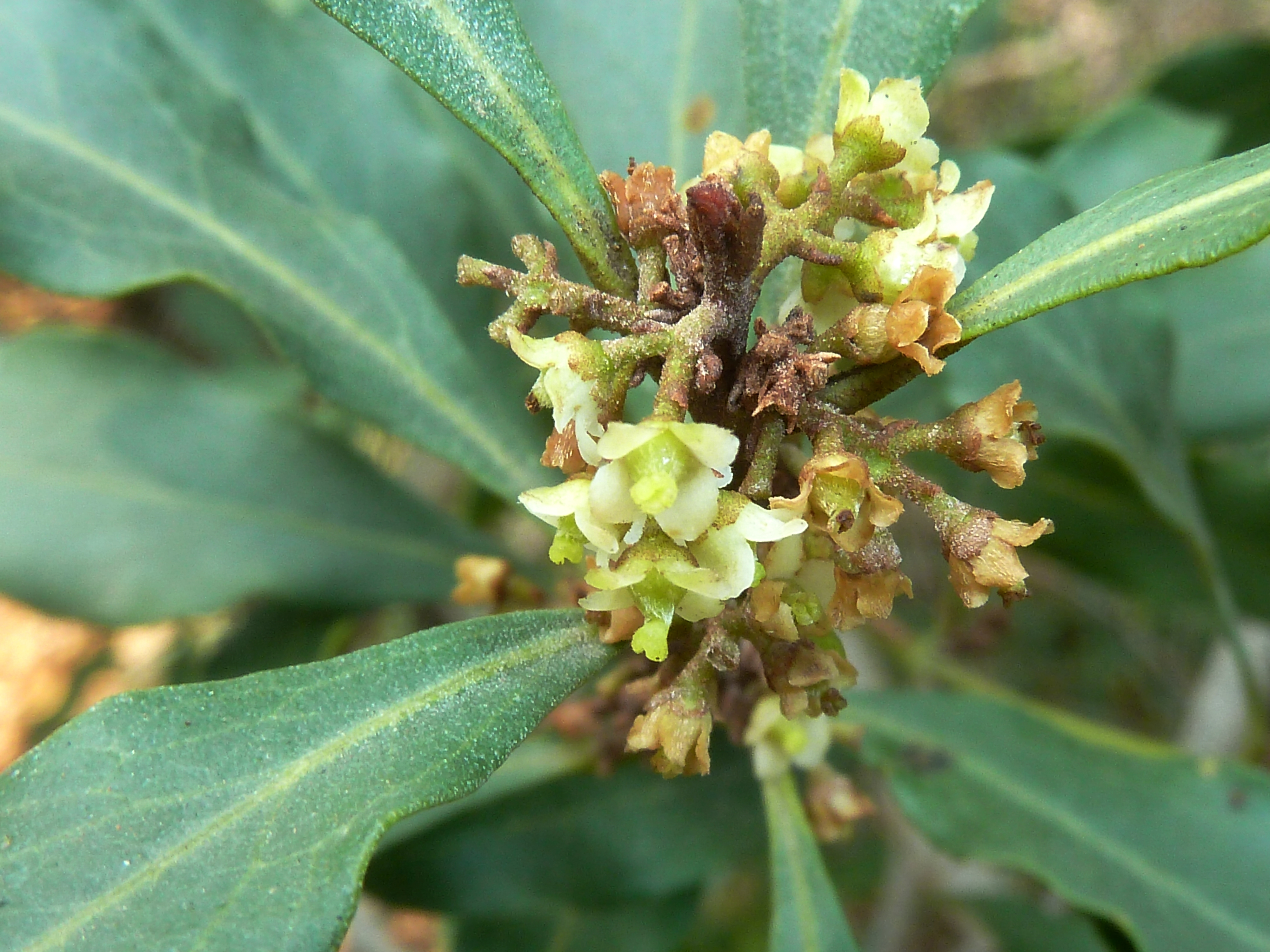
Blütenstand von Euclea divinorum mit weiblicher Blüte

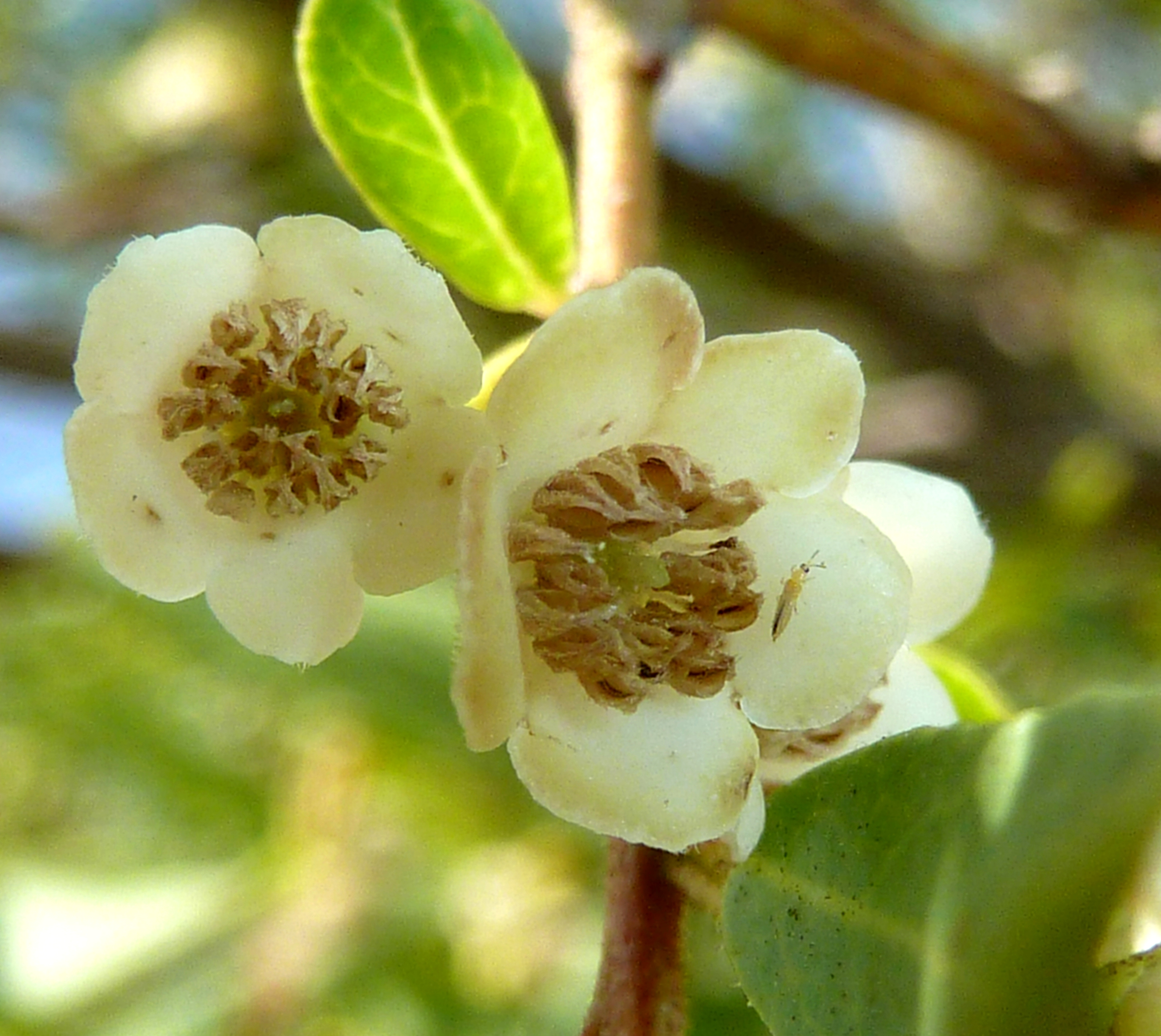
Blüten im Detail von Euclea undulata

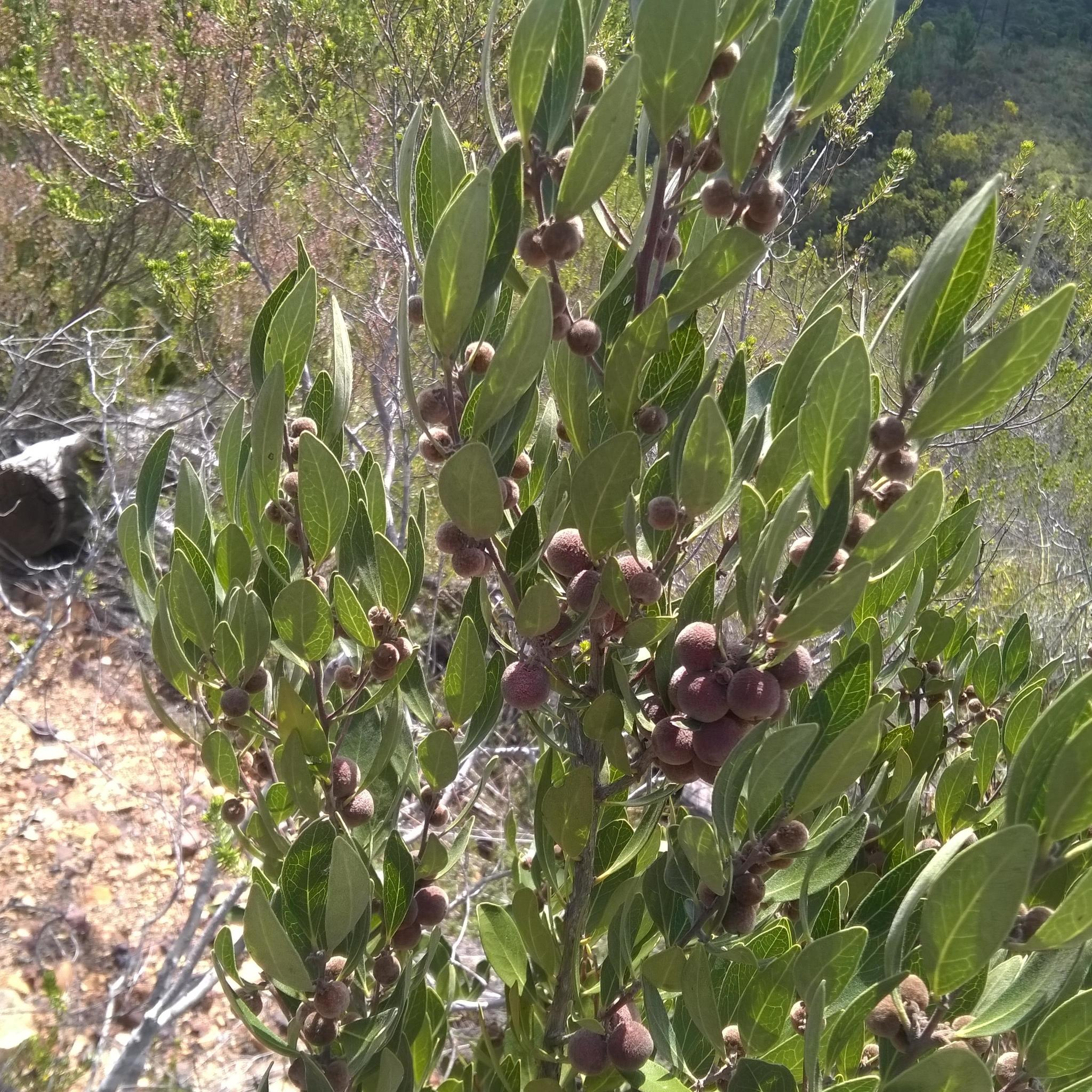
Zweige mit Laubblättern und Früchten von Euclea polyandra

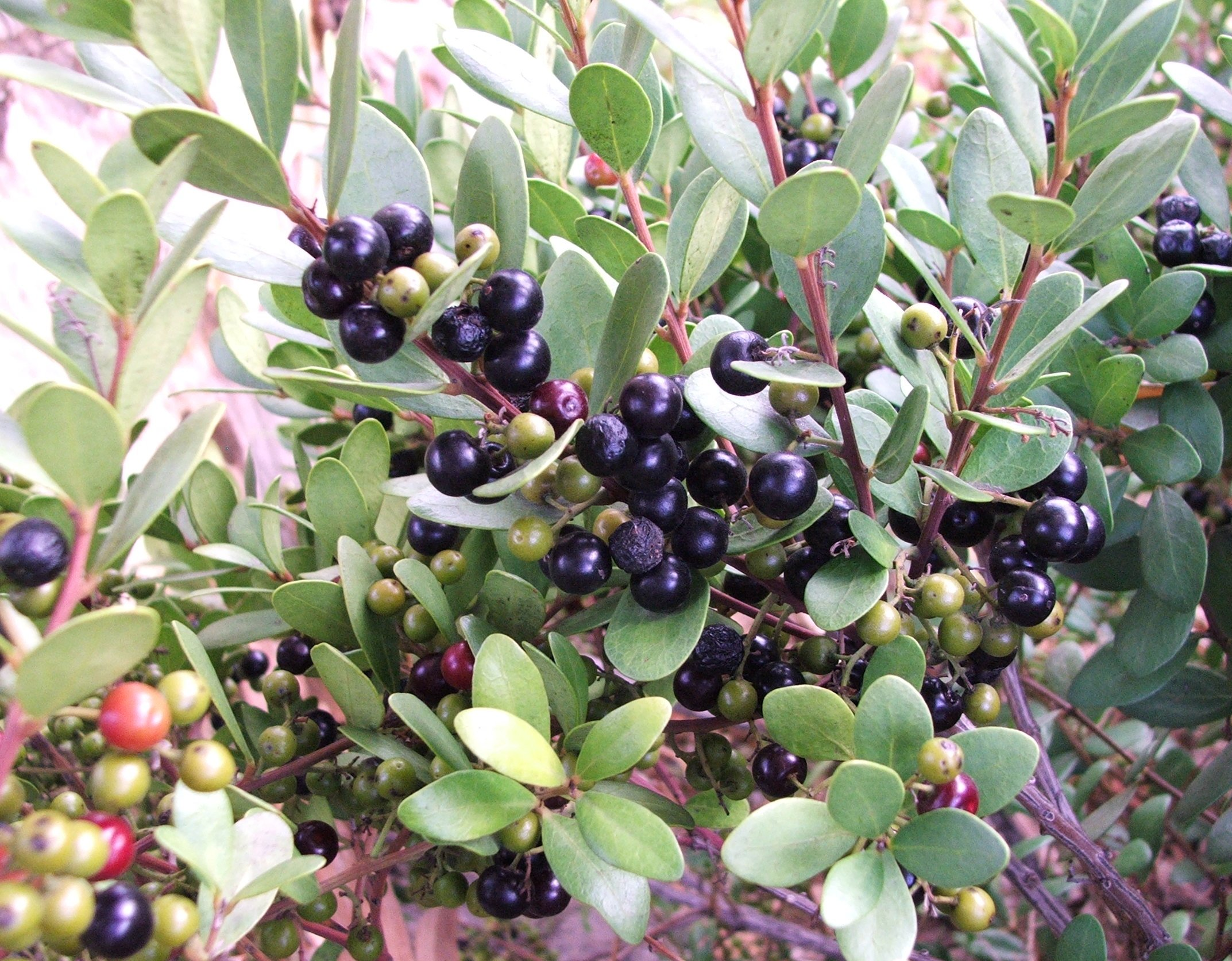
Zweige mit unterschiedlich reifen Früchten von Euclea racemosa

### Vegetative Merkmale
Euclea-Arten sind verholzende Pflanzen, die meist als immergrüne Bäume und Sträucher oder Halbsträucher wachsen.
Die Laubblätter sind wechselständig, fast gegenständig bis gegenständig oder zu dritt in Pseudo-Wirteln an den Zweigen angeordnet. Die einfachen Blattspreiten besitzen meisten einen glatten oder fein gekerbten Rand (beispielsweise Euclea ovata).

### Generative Merkmale
Euclea-Arten sind zweihäusig getrenntgeschlechtig (diözoisch).
Die Blüten sind in seitenständigen, einfachen oder weniger häufig verzweigten, pseudo-traubigen Blütenständen zusammengefasst, manchmal stehen die Blüten einzeln.
Bei den eingeschlechtigen Blüten ist ein Sexualdimorphismus vorhanden. Männliche Blüten sind meist größer als weibliche. Die Blüten sind radiärsymmetrisch mit doppelter Blütenhülle. Der Kelch ist vier- oder fünflappig (meist polysepalous chorisepalous) flach kelch- oder scheibenförmig. Die Krone ist urnenförmig bis halbkugelig mit einem fünf- bis achtlappigen Rand oder glockenförmig und tief vier- bis fünflappig. Bei männlichen Blüten sind 10 bis 30 Staubblätter vorhanden. Die Staubfäden sind meist kürzer als die Staubbeutel. Die Staubbeutel öffnen sich zuerst am oberen Ende mit einer großen ellipsoidalen Pore, die später zu einem Längsschlitz wird. Meist sind bei männlichen Blüten die Stempel stark reduziert, mit oder ohne Griffeläste. Es können Staminodien vorhanden sein. Der Diskus ist fleischig, ausgefranst oder manchmal gewellt. Zwei oder drei Fruchtblätter sind zu einem kugeligen Fruchtknoten verwachsen, der behaart oder mit schildförmigen Schuppen bedeckt ist. Jede der zwei oder drei Fruchtknotenkammern ist durch ein falsches Septum längsgeteilt und enthält jeweils zwei Samenanlagen, dabei entstehen vier oder sechs Kammern mit nur einer Samenanlage; manchmal ist die Teilung nicht vollständig und es sind zwei oder drei Kammern mit je zwei Samenanlagen erkennbar. Bei weiblichen Blüten sind zwei oder drei frei Griffeläste („Stylodien“) vorhanden.
Auf den Früchten sind die haltbaren Kelche vorhanden, aber diese vergrößern sich nicht bis zur Fruchtreife. Die kugeligen Beeren enthalten meist einen oder selten drei Samen. Das Mesokarp ist dünn. Die Samen sind bei einem Durchmesser von 3 bis 10 Millimetern fast kugelig; wenn in der Frucht mehr als ein Same ist, dann bilden die Samen eine Sphäre. Die Samen weisen drei Linien auf, die ringförmig vom oberen Ende aus flache Rillen bilden. Das ruminate Endosperm bildet oft einen Zylinder um die ganze Radicula.
Die Chromosomenzahl beträgt 2n = 30.

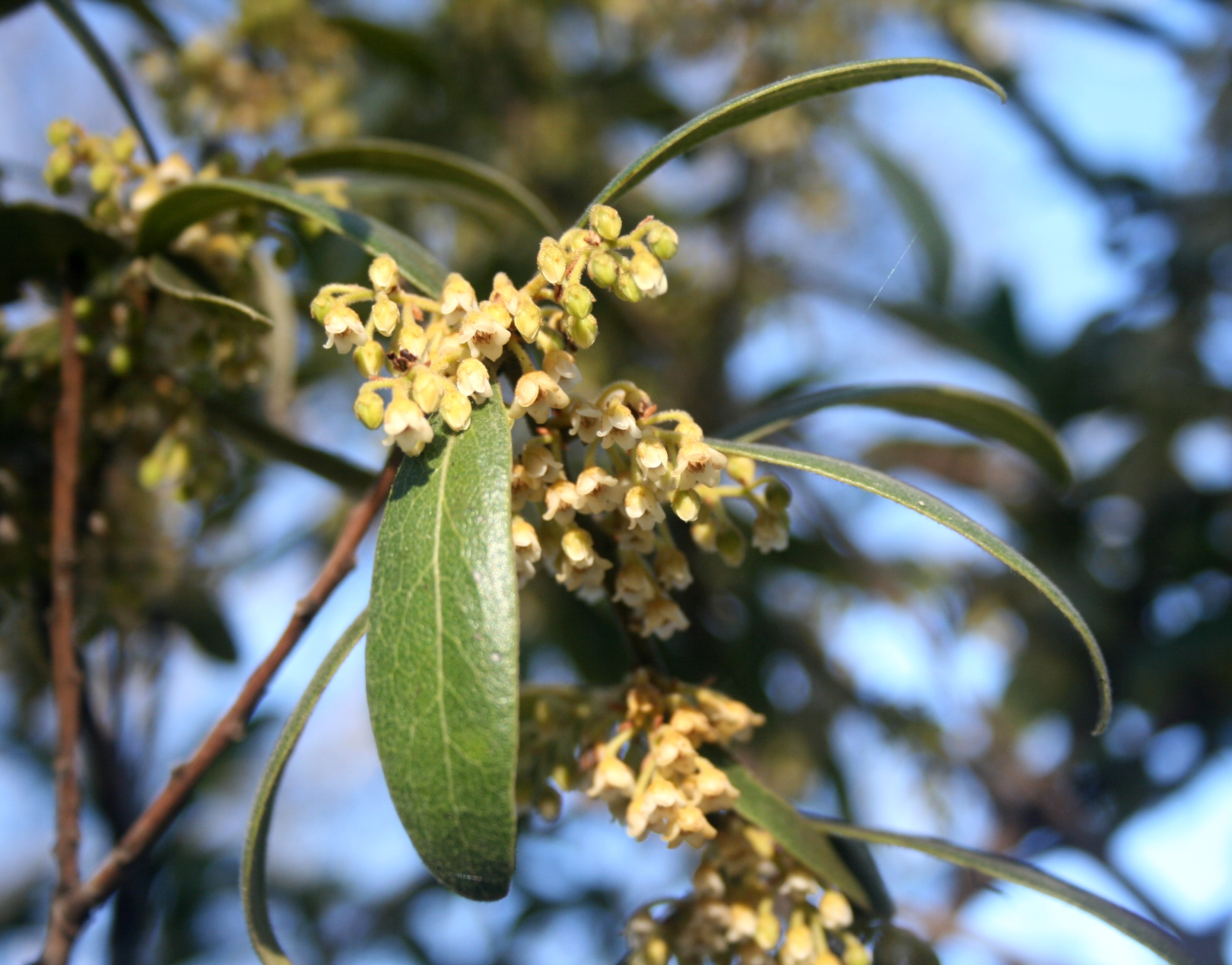
Zweig mit Laubblatt und Blütenständen von Euclea natalensis subsp angustifolia

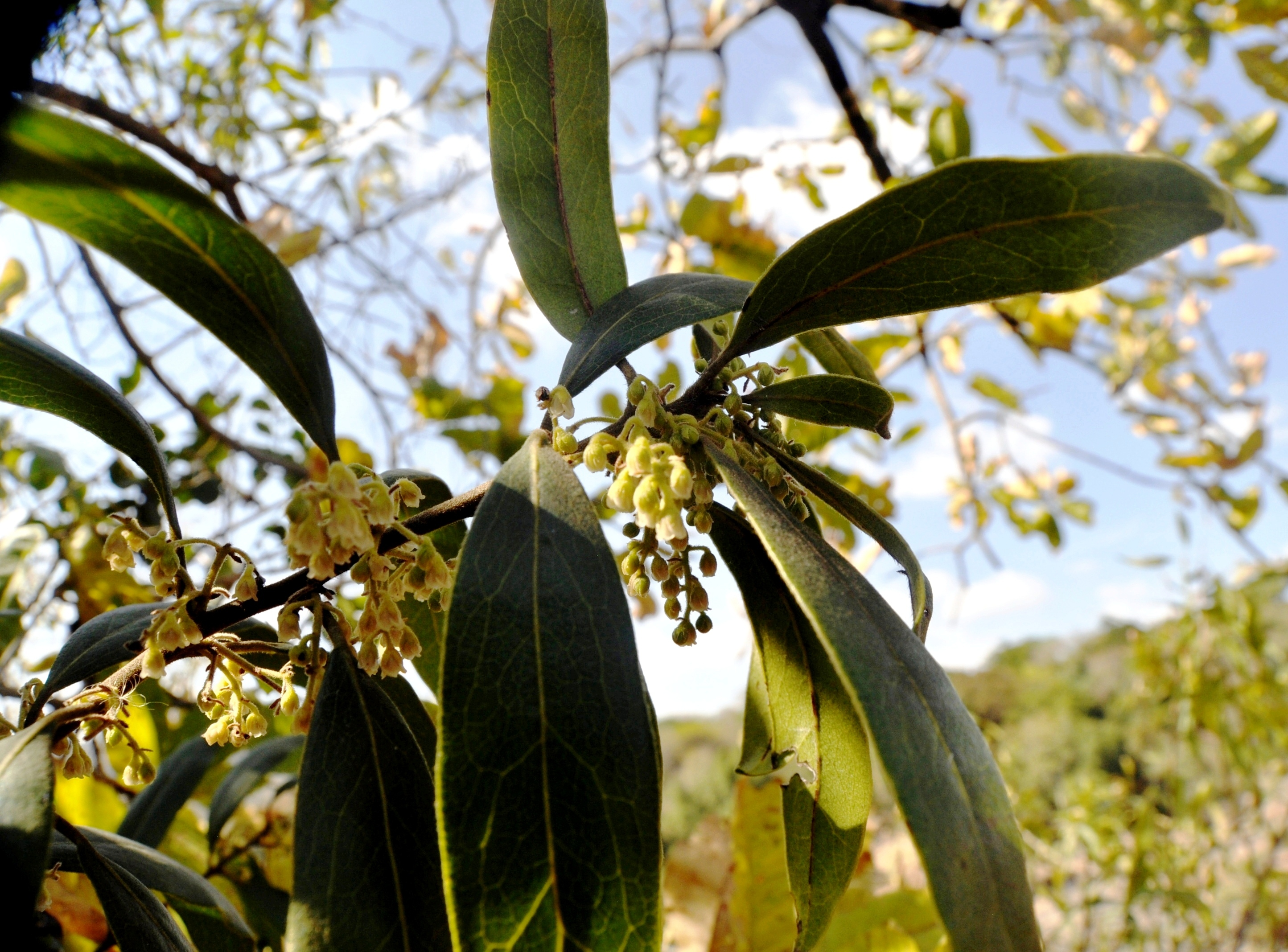
Zweig mit Laubblättern und Blütenständen von Euclea natalensis subsp natalensis

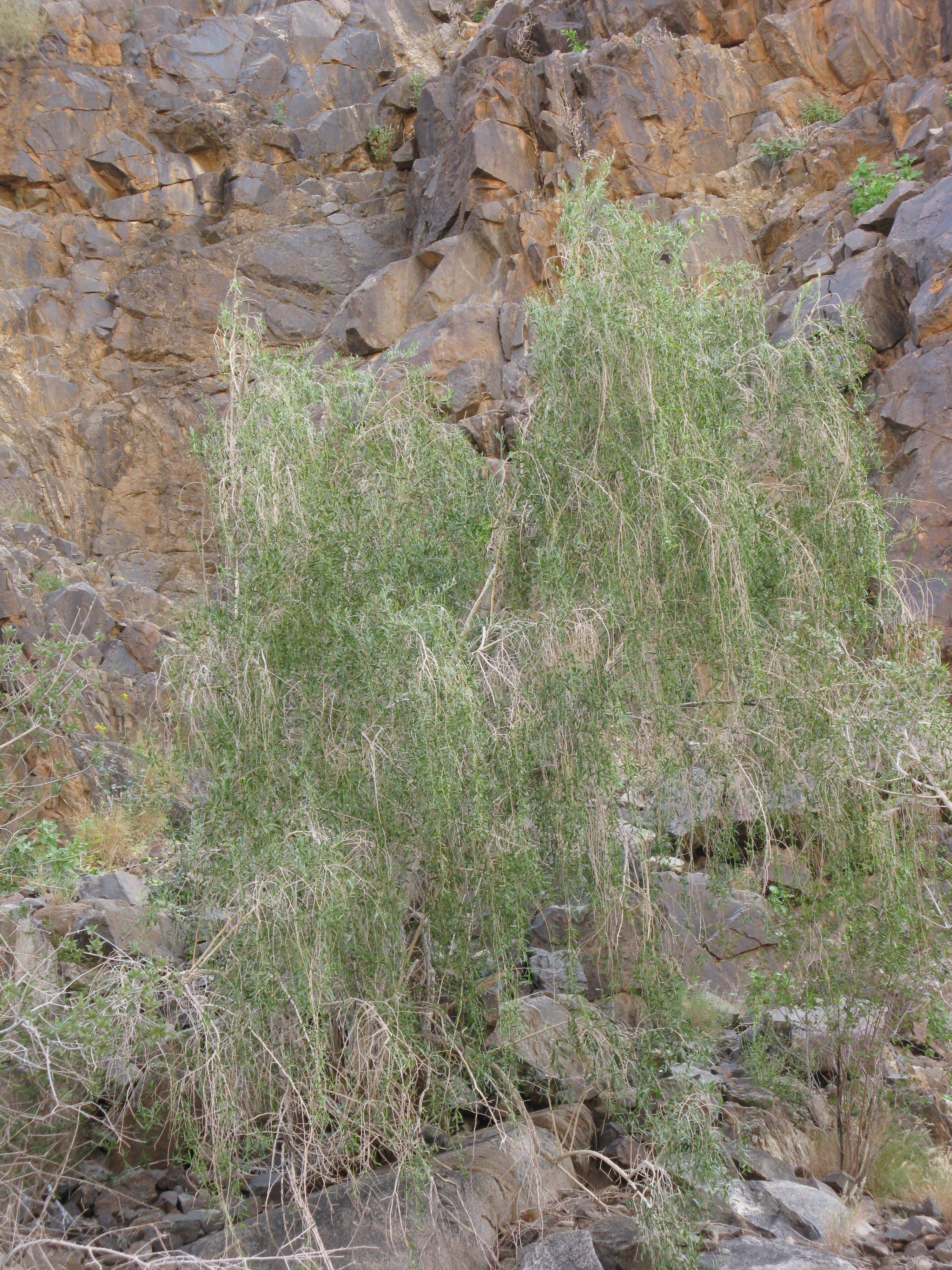
Habitus von Euclea pseudebenus im Habitat

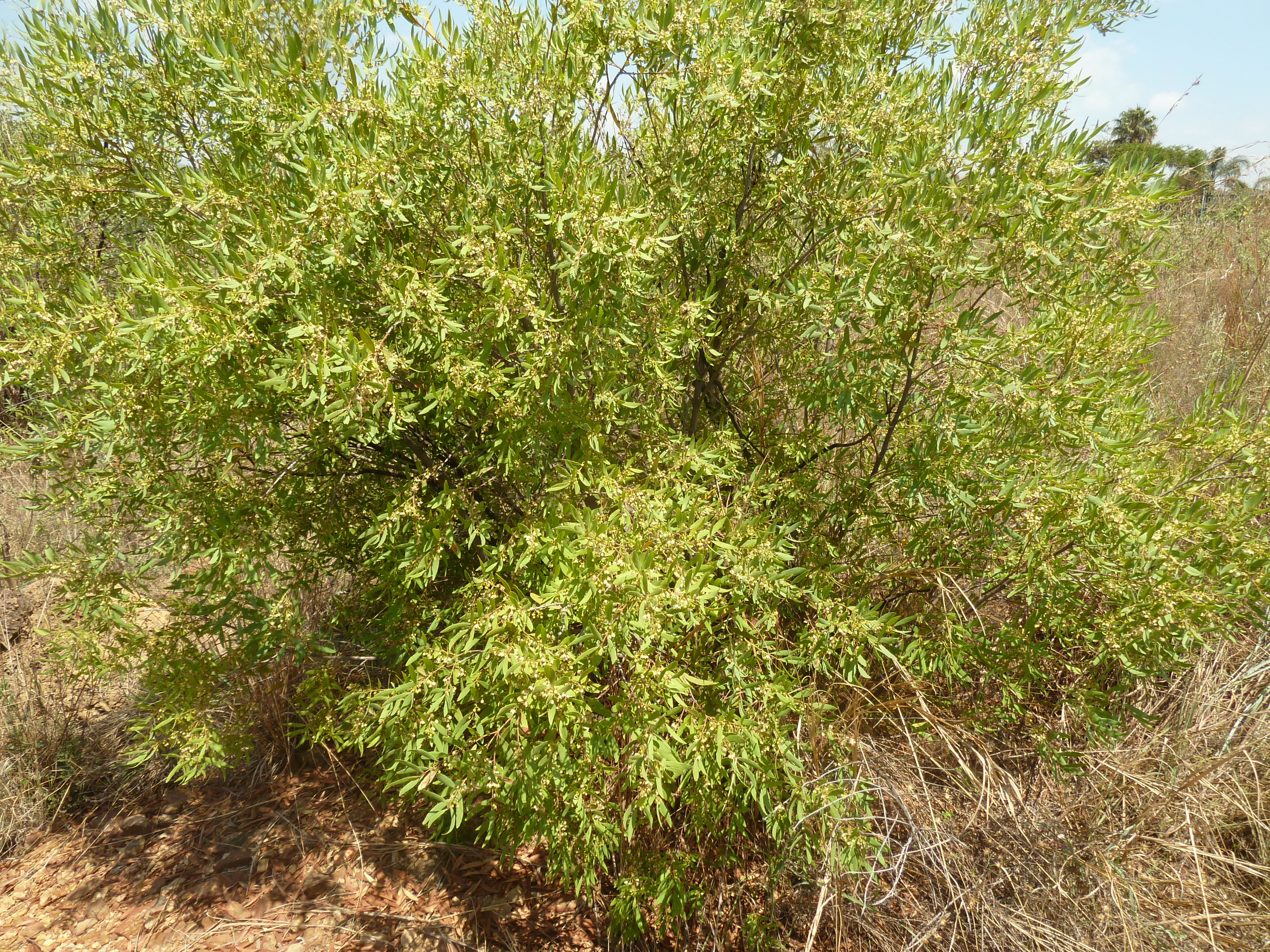
Habitus von Euclea undulata im Habitat

## Systematik und Verbreitung
Die Gattung Euclea wurde 1774 durch Carl von Linné in Johan Andreas Murray (Hrsg.): Systema Vegetabilium. Editio decima tertia, S. 747 aufgestellt. Typusart ist Euclea racemosa L. Der Gattungsname Euclea leitet sich vom altgriechischen Wort eukleia ab, das „Ruhm und Ehre“ bedeutet.
Die Gattung Euclea ist in Afrika verbreitet und je ein Taxon kommt auf den Komoren, auf Socotra und auf der Arabischen Halbinsel vor. Das Zentrum der Artenvielfalt ist Südafrika.
In der Gattung Euclea gibt es 12 bis 20 Arten:
- Euclea acutifolia E.Mey. ex A.DC.: Sie kommt in der Capensis nur im Westkap vor.[6]
- Euclea angolensis Gürke: Sie kommt nur in Angola vor.[5]
- Euclea asperrima E.Holzh.: Sie kommt in nur vom südlichen-zentralen bis südlichen Namibia vor.[5]
- Euclea coriacea A.DC.: Sie ist im südlichen Afrika verbreitet, beispielsweise in den südafrikanischen Provinzen  Free State, KwaZulu-Natal sowie Ostkap vor.[6][5]
- Euclea crispa (Thunb.) Gürke: Es gibt je nach Autor etwa zwei Unterarten:[5]
  - Euclea crispa (Thunb.) Gürke subsp. crispa (Syn.: Euclea bakerana Brenan, Euclea baumii Gürke, Euclea crispa (Thunb.) Gürke var. crispa, Euclea dekindtii Gürke, Euclea guerkei Hiern, Euclea lanceolata E.Mey. ex A.DC.): Sie ist vom südlichen tropischen Afrika bis ins südliche Afrika verbreitet.[7][8][9][3][6][5][10]
  - Euclea crispa subsp. ovata (Burch.) F.White (Syn.: Euclea ovata Burch.): Sie kommt im südlichen Afrika vor.[7][6][5][10]
- Euclea daphnoides Hiern (Syn.: Euclea racemosa subsp. daphnoides (Hiern) F.White, Euclea schimperi var. daphnoides (Hiern) De Winter): Sie ist vom südlichen Mosambik über Eswatini bis zu den südafrikanischen Provinzen KwaZulu-Natal, Limpopo, Mpumalanga sowie Ostkap verbreitet.[8][6]
- Euclea dewinteri Retief: Diese sehr seltene Art ist nur von einem Fundort im Schutzgebiet „Pilgrim's Rest“ in Mpumalanga bekannt.[6]
- Euclea divinorum Hiern: Sie ist von Äthiopien, Socotra über weite Teile des tropischen Afrikas: Sudan, Kenia, Tansania, Uganda, Burundi, die Demokratische Republik Kongo, Ruanda, Malawi, Angola, Mosambik, Sambia, Simbabwe bis ins südliche Afrika: Botswana, Namibia, Eswatini und in den südafrikanischen Provinzen KwaZulu-Natal, Limpopo sowie Mpumalanga[6] weitverbreitet.[11][7][9][3][12][5][10]
- Euclea lancea Thunb.: Sie kommt in den südafrikanischen Provinzen Nord- bis Westkap vor.[6]
- Euclea linearis Zeyh. ex Hiern  (Syn.: Euclea crispa subsp. linearis (Zeyh. ex Hiern) F.White, Euclea eylesii Hiern): Sie ist von Simbabwe bis ins südliche Afrika verbreitet, mit den südlichsten Arealen in den südafrikanischen Provinzen Limpopo sowie Mpumalanga.[6][13][5]
- Euclea natalensis A.DC.: Es gibt acht Unterarten:[5]
  - Euclea natalensis subsp. acutifolia F.White: Sie kommt von Tansania bis ins südliche tropische Afrika vor.[3][5]
  - Euclea natalensis subsp. angolensis F.White: Sie kommt in Angola vor.[5]
  - Euclea natalensis subsp. angustifolia F.White: Sie kommt von Simbabwe bis ins südliche Afrika vor.[3][6][5]
  - Euclea natalensis subsp. capensis F.White: Sie kommt in den südafrikanischen Provinzen Nord- bis Westkap vor.[6]
  - Euclea natalensis subsp. magutensis F.White: Sie kommt nur in KwaZulu-Natal vor.[6]
  - Euclea natalensis A.DC. subsp. natalensis (Syn.: Euclea multiflora Hiern): Sie ist von Mosambik bis ins südliche Afrika (beispielsweise in den südafrikanischen Provinzen KwaZulu-Natal, Mpumalanga sowie Ostkap[6]) verbreitet.[5]
  - Euclea natalensis subsp. obovata F.White: Sie kommt vom südlichen Somalia bis ins südliche Afrika verbreitet, mit den südlichsten Arealen in den südafrikanischen Provinzen KwaZulu-Natal sowie Ostkap[6].[5]
  - Euclea natalensis subsp. rotundifolia F.White: Sie kommt von Mosambik bis KwaZulu-Natal[6] vor.[5]
- Euclea neghellensis Cufod.: Sie kommt nur in Äthiopien vor.[5]
- Euclea polyandra (L. f.) E.Mey. (Syn.: Royena polyandra L. f.) Sie ist nur in der Capensis häufig entlang der südafrikanischen Küste von Rooi Els bis Port Elizabeth. Die Bestände nehmen fortlaufend ab, etwa 17 % des ursprünglichen Areals ist dauerhaft durch menschliche Einflüsse verändert, trotzdem ist diese Art nicht gefährdet.[6]
- Euclea pseudebenus E.Mey. ex A.DC.: Sie kommt von Angola über Namibia bis ins Nordkap vor.[11][14][6][5]
- Euclea racemosa L.: Es gibt je nach Autor fünf bis sieben Unterarten:[5]
  - Euclea racemosa subsp. bernardii F.White: Dieser Endemit kommt in der Capensis nur entlang der südlichen Kapküste von George bis Kenton-on-Sea im Ost- sowie Westkap vor. Es gingen schon viele Habitat verloren.[6]
  - Euclea racemosa subsp. macrophylla (E.Mey. ex A.DC.) F.White (Syn.: Euclea macrophylla E.Mey. ex A.DC.): Sie kommt in den südafrikanischen Provinzen KwaZulu-Natal, Ost- sowie Westkap vor.[6]
  - Euclea racemosa L. subsp. racemosa: Sie kommt in den südafrikanischen Provinzen Nord- bis Westkap vor.[6]
  - Euclea racemosa subsp. sinuata F.White: Sie kommt von Mosambik bis KwaZulu-Natal.[6][5]
  - Euclea racemosa subsp. zuluensis F.White: Sie kommt von Mosambik bis KwaZulu-Natal.[6][5]
- Euclea sekhukhuniensis Retief, S.J.Siebert & A.E.van Wyk: Sie wurde 2008 erstbeschrieben. Sie wurde bisher nur in Sekhukhuneland in Mpumalanga gefunden. Sie gedeiht nur in den kalk- sowie schwermetalhaltigen Böden des Tales des Steelpoort River.[13]
- Euclea schimperi (A.DC.) Dandy (Syn.: Euclea racemosa subsp. schimperi (A.DC.) F.White, Euclea bilocularis Hiern, Euclea kellau Hochst., Euclea urijiensis Hiern): Sie kommt von Ägypten auf der südlichen Arabischen Halbinsel, Äthiopien über Zentralafrika bis ins südliche Afrika (beispielsweise in den südafrikanischen Provinzen KwaZulu-Natal, Limpopo, Mpumalanga sowie Ostkap) verbreitet[7][8][9][6] und kommt auf den Komoren vor.
- Euclea tomentosa E.Mey. ex A.DC.: Sie kommt häufig vom Richtersveld im Nordkap südwärts bis zur Kaphalbinsel im Westkap vor.[6]
- Euclea undulata Thunb.: Sie kommt vom südlichen tropischen Afrika bis ins südliche Afrika: Simbabwe Namibia, Botswana, Eswatini sowie in weiten Teilen Südafrikas verbreitet.[8][3][6][5][10]

## Nutzung
Nur wenige Arten werden genutzt:
Das Holz von Euclea undulata ist hart und haltbar; es wird als Zaunpfosten genutzt.
Trivialnamen für Euclea pseudebenus sind Cape ebony, false ebony. Euclea pseudebenus besitzt ein schwärzliches Kernholz und ein helles Splintholz. Dies ist sehr ähnliche dem „echten Ebenholz“ der Diospyros-Arten. Das Holz hat eine feine Struktur ist hart und haltbar. In den Heimatgebieten wird es gerne für Schnitz- sowie Einlegearbeiten verwendet. Das Holz wird auch beim Hausbau, für Zäune und zum Herstellen von Utensilien verwendet. Es sind nur kleine Mengen verfügbar. Wichtig ist Euclea pseudebenus als Brennholz.
Die gekauten Enden der Zweige und Wurzeln von Euclea crispa, Euclea divinorum und Euclea pseudebenus werden wie Zahnbürsten verwendet. In Mosambik wird die Wurzel von Euclea natalensis zur Zahnpflege genutzt. Sie färbt beim Kauen die Lippen intensiv rot und dient so auch als natürlicher Lippenstift.
Rinde und Früchte von Euclea crispa und Euclea divinorum werden medizinisch genutzt. Wurzeln von Euclea pseudebenus werden medizinisch genutzt.
Die Rinde von Euclea crispa und Euclea divinorum wird zum Färben verwendet.
Die Früchte von Euclea divinorum, Euclea pseudebenus und Euclea undulata können gegessen werden, schmecken aber nicht besonders gut.
Laubblätter und Früchte von Euclea pseudebenus werden an Vieh verfüttert.
In den trockenen und heißen Heimatgieten dient Euclea pseudebenus als Schattenbaum. Euclea divinorum wird manchmal als Zier- und Schattenbaum verwendet.